# Драгни
Сергей Драгни Иванович (род. 8 марта 1993, Радужный (Ханты-Мансийский автономный округ), Россия) - российский певец, музыкант, участник шоу «Новая звезда», «Песни» и бывший резидент Comedy Club на ТНТ.

## Биография

### Ранние годы
Серёжа родился в городе Радужный (Ханты-Мансийский автономный округ) в гагаузской семье. Он ребенок в семье не единственный: у него есть старшие брат и сестра, а так же приёмный младший брат. На его творческий путь сильно повлияло воспитание и подача восприятия мира родителей, как говорил сам Драгни
Это очень простая история, простые родители, которые всю жизнь положили на то, чтобы у детей что-то было. Ты на всё это смотришь и самые какие-то простые правила: "так можно", "так нельзя", "так не надо". Если до смысла сократить "Герои моих комиксов - мои родители".
Сергея увлекала музыка и спорт, а так же, учась в воскресной школе и работая какое-то время пономарём, он очень интересуется религией. Однако главная его любовь - это космос. Любовь же к поэзии развилась в нём благодаря его учительнице литературы и русского языка, как рассказывал Драгни:
Она преподавала литературу и русский. Благодаря ей я как раз таки полюбил очень сильно стихи и всё, что связанно с поэзией.

И она вместо того, чтобы покушать, поболтать с учителями, практически каждую перемены выслушивала мои новые стихи, которые я написал на алгебре на задней парте.
Записывать свои песни Серёжа начал с 12 лет. С помощью синтезатора отца и диктофона от фотоаппарата брата он записывал песни на флешку и показывал их девочке.
Сначала Драгни хотел связать свою жизнь со спортом, но из-за низкого роста в школьные годы, его не взяли в сборную округа.
После этого Серёжа планировал становиться журналистом, однако за 72 дня до экзаменов он с другом решает поступить в Самарский государственный институт культуры и учится играть на гитаре.

### Начало карьеры
Драгни отучился 2 года, но после того, как съездил на форумы «iВолга» и «Селигер», забрасывает учёбу. Творчеством Сережи заинтересовалась Лина Арифулина, известная по продюсированию такого проекта, как «Фабрика звёзд». Она пригласила к себе в студию, и Драгни в 2013 году переехал в Москву. В 2014 году переезжает в Санкт-Петербург, там он заключает договор со студией звукозаписи «StereoBaza» и сотрудничает с группо Идефикс. В это время Драгни записал альбомы «Варежки» и «#СЕМЬДЕСЯТДВА», но после ссоры с группой он вернулся в Радужный (Ханты-Мансийский автономный округ) и призвался в армию на год.

### Известность
После возвращения из армии Серёжа выпускает свой 2 сольный альбом «Красная шапка», устраивает концерты и участвует в фестивалях. В 2017 году Драгни участвует в шоу Новая звезда на канале Звезда, выступая за Омскую область. Как оказалось, Сергей прописан в Омске.
У меня в Омске живут родители, училась в медицинском сестра, и работает, и живет там с мужем и с детьми. То есть все мои почти там, кроме брата родного
В этом шоу он дошёл до полуфинала.
Уже в следующем году Драгни выпускает свой 3 альбом «Не валяй дурака», а так же активно снимает видео на свою ютуб канал. В этом же году он участвует в другом телевизионном шоу Песни на канале ТНТ, где так же добивается успехов
После череды синглов в 2018 году, в 2019 выходит только один - «Средь океанов». Но уже в следующем году в 2020 Драгни выпускает свой 4 альбом «Пацаны с гитарой» и несколько синглов.
В 2021 году Драгни выпускает альбом «Добрый» состоящий из треков 2 других мини альбомов "30 часов" на создание которых у автора было по 30 часов. Так же в этом году Сергей стал композитором мультсериала Крутиксы от Союзмультфильм и резидентом Comedy Club с собственной рубрикой.

### Личная жизнь
Серёжа признаётся, что его песни пронизаны личной жизнью и он поёт то, что видит и о чём переживает, например в песне «Минус на минус» описывается определённый человек, которому Драгни посвятил песню.
В 2022 году стало известно об отношениях Сергея Драгни с певицей Mary Gu, как признавалась Мария песни «Пьяный романтик» и «Не влюбляйся» были посвящены Серёже. Летом 2023 года пара рассталась, а в апреле 2024 года Драгни выпускает альбом-рефлексию делясь личными мыслями об отношениях, чем возмущает фанатов. Однако перед выпуском альбома, он согласовал все песни с Mary Gu и готов был не выпускать весь альбом, если он ей не понравится.

## Дискография

### Студийные альбомы
| №                   | Название            | Длительность |
| ------------------- | ------------------- | ------------ |
| 1.                  | «Варежки»           | 1:57         |
| 2.                  | «Взрослые дети»     | 2:35         |
| 3.                  | «Вишня»             | 2:23         |
| 4.                  | «Из красок бардак»  | 2:40         |
| 5.                  | «Утро»              | 2:37         |
| 6.                  | «КоробкИ»           | 3:36         |
| 7.                  | «Зима»              | 2:36         |
| 8.                  | «Минус на минус»    | 3:03         |
| Общая длительность: | Общая длительность: | 21:27        |

| №                   | Название              | Длительность |
| ------------------- | --------------------- | ------------ |
| 1.                  | «Птица»               | 2:37         |
| 2.                  | «Электричество»       | 2:10         |
| 3.                  | «Берегом чистой реки» | 3:24         |
| 4.                  | «Поцелуй пацана»      | 1:53         |
| 5.                  | «Красная шапка»       | 4:42         |
| 6.                  | «Адреналин»           | 2:51         |
| 7.                  | «Разница»             | 2:45         |
| 8.                  | «Костёр»              | 2:56         |
| Общая длительность: | Общая длительность:   | 23:18        |

| №                   | Название                           | Длительность |
| ------------------- | ---------------------------------- | ------------ |
| 1.                  | «Грязная посуда»                   | 3:12         |
| 2.                  | «Эмпайер»                          | 2:49         |
| 3.                  | «Мила Кунис»                       | 2:38         |
| 4.                  | «Не валяй дурака»                  | 2:54         |
| 5.                  | «Косы» (feat. Вика Дробина)        | 3:08         |
| 6.                  | «Пластинка»                        | 3:26         |
| 7.                  | «Ром с колой» (feat. Женя Ефимова) | 2:49         |
| 8.                  | «Война»                            | 2:24         |
| 9.                  | «Море»                             | 3:10         |
| 10.                 | «Море» (feat. Полина Изаак)        | 3:24         |
| Общая длительность: | Общая длительность:                | 29:54        |

| №                   | Название                        | Длительность |
| ------------------- | ------------------------------- | ------------ |
| 1.                  | «Пламенный музон»               | 2:38         |
| 2.                  | «Супермаркет»                   | 2:59         |
| 3.                  | «Пацаны с гитарой»              | 3:42         |
| 4.                  | «Кометы» (feat. Максим Свобода) | 4:27         |
| 5.                  | «2020»                          | 2:47         |
| 6.                  | «Лакоста»                       | 3:41         |
| 7.                  | «Гаражи»                        | 4:22         |
| 8.                  | «Бито»                          | 3:36         |
| 9.                  | «Если попросишь уйти»           | 2:41         |
| 10.                 | «День сурка»                    | 3:16         |
| 11.                 | «Весь мир говно»                | 2:51         |
| 12.                 | «Я останусь»                    | 3:18         |
| 13.                 | «Загугли»                       | 3:44         |
| 14.                 | «День сурка»                    | 2:46         |
| Общая длительность: | Общая длительность:             | 46:48        |

| №                   | Название            | Длительность |
| ------------------- | ------------------- | ------------ |
| 1.                  | «Великан»           | 2:59         |
| 2.                  | «Самообман»         | 3:33         |
| 3.                  | «Чудо-женщина»      | 4:08         |
| 4.                  | «Мир жвачка любовь» | 2:33         |
| 5.                  | «Смех смехом»       | 3:44         |
| 6.                  | «Ныряй»             | 3:27         |
| 7.                  | «Йети»              | 2:21         |
| 8.                  | «О.К.Д.К»           | 3:01         |
| 9.                  | «Лови»              | 2:52         |
| 10.                 | «Плохое»            | 3:56         |
| 11.                 | «100»               | 2:45         |
| 12.                 | «Спи»               | 2:12         |
| 13.                 | «Дом у моря»        | 3:15         |
| Общая длительность: | Общая длительность: | 41:56        |

| №                   | Название             | Длительность |
| ------------------- | -------------------- | ------------ |
| 1.                  | «Корусант»           | 3:59         |
| 2.                  | «Стик»               | 3:40         |
| 3.                  | «Бумажный самолётик» | 3:56         |
| 4.                  | «Лепесток»           | 3:45         |
| 5.                  | «Кит»                | 3:43         |
| 6.                  | «Картье»             | 3:20         |
| 7.                  | «Во имя счастья»     | 4:36         |
| 8.                  | «Ладно»              | 3:48         |
| 9.                  | «Туз бубей»          | 3:43         |
| 10.                 | «Последнее лето»     | 2:10         |
| 11.                 | «Куча матюков»       | 3:35         |
| Общая длительность: | Общая длительность:  | 40:05        |

### Мини альбомы
| №                   | Название            | Длительность |
| ------------------- | ------------------- | ------------ |
| 1.                  | «Молодые мы»        | 3:10         |
| 2.                  | «Взрослые дети»     | 2:58         |
| 3.                  | «Пиджак»            | 3:35         |
| Общая длительность: | Общая длительность: | 9:43         |

| №                   | Название            | Длительность |
| ------------------- | ------------------- | ------------ |
| 1.                  | «интро»             | 2:42         |
| 2.                  | «ЛЮБОВЬ»            | 3:18         |
| 3.                  | «ВЫДУМАЛ»           | 2:58         |
| 4.                  | «ТЫ»                | 4:28         |
| Общая длительность: | Общая длительность: | 13:43        |

### Синглы
| Год  | Название                   | Дата релиза |
| ---- | -------------------------- | ----------- |
| 2014 | Нараспашку(feat. Идефикс)  | 10 октября  |
| 2018 | Почему же всё так          | 19 мая      |
| 2018 | Снимки                     | 21 августа  |
| 2018 | Ай-Петри(feat. Mary Gu)    | 26 сентября |
| 2018 | Твою мать                  | 24 ноября   |
| 2019 | Средь океанов              | 14 февраля  |
| 2020 | Евангелие от вселенной     | 25 апреля   |
| 2020 | Винишко                    | 22 мая      |
| 2020 | Ураган                     | 21 августа  |
| 2020 | Игристое(feat. PLC (рэпер) | 11 декабря  |
| 2021 | Не нравишься               | 6 апреля    |
| 2021 | Шумоголовый                | 11 мая      |
| 2021 | НАСА                       | 20 июля     |
| 2021 | Не парься!                 | 14 сентября |
| 2022 | Серебро                    | 25 января   |
| 2022 | Неинтересно                | 9 августа   |
| 2022 | Мама                       | 3 октября   |
| 2023 | Нелегал                    | 24 февраля  |
| 2023 | Весна                      | 13 апреля   |
| 2023 | Горы из шоколада           | 18 августа  |
| 2024 | Заблудись                  | 27 сентября |

### Концертные альбомы
| Год                 | Дата релиза               | Примечание |
| ------------------- | ------------------------- | --- |
| Квартирник (Live)   | 27 сентября 2020          | \| № \| Название \| Длительность \| \| ------------------- \| ------------------------- \| ------------ \| \| 1. \| «Пламенный музон (Live)» \| 2:52 \| \| 2. \| «Пацаны с гитарой (Live)» \| 3:13 \| \| 3. \| «Пластинка (Live)» \| 3:44 \| \| 4. \| «Винишко (Live)» \| 2:51 \| \| 5. \| «Супермаркет (Live)» \| 3:02 \| \| 6. \| «Кометы (Live)» \| 4:25 \| \| 7. \| «Гаражи (Live)» \| 4:14 \| \| 8. \| «Снимки (Live)» \| 3:00 \| \| 9. \| «Лакоста (Live)» \| 2:41 \| \| 10. \| «Шумоголовый (Live)» \| 4:03 \| \| 11. \| «Мой Бог (Live)» \| 4:46 \| \| Общая длительность: \| Общая длительность: \| 38:48 \| |
| №                   | Название                  | Длительность |
| 1.                  | «Пламенный музон (Live)»  | 2:52 |
| 2.                  | «Пацаны с гитарой (Live)» | 3:13 |
| 3.                  | «Пластинка (Live)»        | 3:44 |
| 4.                  | «Винишко (Live)»          | 2:51 |
| 5.                  | «Супермаркет (Live)»      | 3:02 |
| 6.                  | «Кометы (Live)»           | 4:25 |
| 7.                  | «Гаражи (Live)»           | 4:14 |
| 8.                  | «Снимки (Live)»           | 3:00 |
| 9.                  | «Лакоста (Live)»          | 2:41 |
| 10.                 | «Шумоголовый (Live)»      | 4:03 |
| 11.                 | «Мой Бог (Live)»          | 4:46 |
| Общая длительность: | Общая длительность:       | 38:48 |

### Участвовал в
| Год                 | Автор               | Дата релиза    | Примечание |
| ------------------- | ------------------- | -------------- | --- |
| #СЕМЬДЕСЯТДВА       | Идефикс (группа)    | 8 декабря 2015 | \| № \| Название \| Длительность \| \| ------------------- \| ------------------- \| ------------ \| \| 1. \| «Волны» \| 2:00 \| \| 2. \| «Чужой» \| 4:18 \| \| 3. \| «Тепло» \| 4:14 \| \| 4. \| «Оттенки» \| 2:17 \| \| 5. \| «Зерно» \| 2:53 \| \| 6. \| «Пусть» \| 2:57 \| \| 7. \| «ЧИстым» \| 2:30 \| \| 8. \| «Масло» \| 3:12 \| \| Общая длительность: \| Общая длительность: \| 24:48 \| |
| together            | CVPELLV             | 9 марта 2018   | [ 42 ] |
| №                   | Название            | Длительность   | |
| 1.                  | «Волны»             | 2:00           | |
| 2.                  | «Чужой»             | 4:18           | |
| 3.                  | «Тепло»             | 4:14           | |
| 4.                  | «Оттенки»           | 2:17           | |
| 5.                  | «Зерно»             | 2:53           | |
| 6.                  | «Пусть»             | 2:57           | |
| 7.                  | «ЧИстым»            | 2:30           | |
| 8.                  | «Масло»             | 3:12           | |
| Общая длительность: | Общая длительность: | 24:48          | |